# Oligia vojnitsi
Oligia vojnitsi là một loài bướm đêm trong họ Noctuidae.